# Gustaf Wasa (opera)

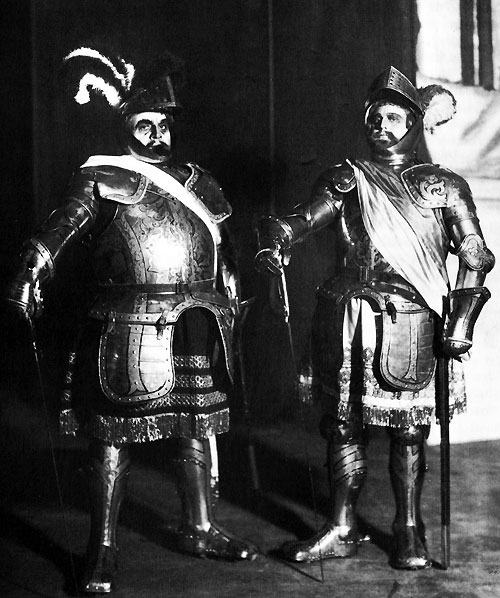
Emile Stiebel som Kristian II och David Stockman som Gustav Eriksson i uppförandet vid Operans 125-årsjubileum.

Gustaf Wasa är en svensk ”nationalopera” i tre akter, med musik av Johann Gottlieb Naumann och med libretto av Johan Henric Kellgren, efter kung Gustav III:s ursprungsidé. Den uruppfördes i Stockholm 1786, med dekor av Louis Jean Desprez.

## Historia
Tillkomsten av operan var synnerligen svår för Naumann och Kellgren, då Naumann ville beskära, enligt Kellgrens tycke, alltför mycket i texterna till recitativen som Naumann tyckte var för långa, och Kellgren tyckte att det var att förstöra den dramatiska sanningen och detta blev upptakten att de bägge blev ursinniga på varandra och det gav upphov till ett berömt storgräl. Operan blev trots allt färdig efterhand och var både Naumanns och Kellgrens mästerverk både musikaliskt och textuellt sett.
Musiken till operan räknas till Naumanns bästa över huvud taget och anses följa i Glucks spår, men ett personligt sådan. Kören har en stor uppgift till skillnad från andra operor av Naumann, solosånger saknas inte men är inte slutna nummer utan väl inlemmade i dramat, även ensembler har en stor plats, kvartetter och orkestern har exempelvis fått en större uppgift där, till och med pukan är självständig. I många år var verket den svenska nationaloperan nummer 1 med 177 föreställningar fram till 1882, särskilt berömd är arian Ädla skuggor, vördade fäder som kan sägas ha varit en tidig svensk nationalsång.
Den förste som sjöng huvudrollen Gustaf var tenoren Carl Stenborg, Christina sjöngs av Carolina Müller och Christjern av Kristofer Kristian Karsten från Ystad.
Gustaf Wasa hade urpremiär den 19 januari 1786 på det Gustavianska operahuset under ledning av hovkapellmästaren J.C.F. Haeffner. Den framfördes till 20 mars 1886 177 gånger och den iscensattes åter med premiär den 12 april 1859, den 18 januari 1923 i en delföreställning och den 11 november 1962 likaså i en delföreställning.
Ytterligare en delföreställning framfördes 1971 på Drottningholms slottsteater i samband med Kungliga Musikaliska Akademiens 200-årsjubileum. Claes-Håkan Ahnsjö sjöng då Gustaf Wasas roll. Operan iscensattes senast på Kungliga Operan 1991 med Anders Andersson i titelrollen och Nicolai Gedda som Christjern. Den uppsättningen finns även inspelad på cd (skivmärke: Virgin Classics).

### Uruppförandet
Operan gavs första gången den 19 januari på Kungliga teatern och kungens svägerska Hedvig Elisabeth Charlotta skriver i sin dagbok att;
| ” | Kungens intresse upptages för närvarande helt och hålet af en ny opera, hvartill han själf har uppgjort planen. Den heter "Gustaf Vasa" och uppfördes första gången den 19 i denna månad. Såsom varande det första svenska stycke, som blifvit gifvet på operan, rönte den stor framgång och är verkligen också både vacker och intressant samt innehåller många teatereffekter. De strider, som däruti förekomma och i hvilka svenskarne afgå med segern öfver danskarne, blefvo i synnerhet lifligt applåderade till följd af det alltid inneboende hatet mellan dessa nationer, och aldrig har jag hört parterren föra ett sådant väsen. | „ |

## Huvudpersoner
| Roller                  | Röstfack | Världspremiär i Stockholm, 19 januari 1786 |
| ----------------------- | -------- | ------------------------------------------ |
| Gustav Vasa             | tenor    | Carl Stenborg                              |
| Kristian II             | tenor    | Kristofer Kristian Karsten                 |
| Sevrin Norrby           | baryton  |                                            |
| Christina Gyllenstierna | sopran   | Carolina Müller                            |

## Handling
Operan handlar om den händelse i den svenska historien som kallas för Befrielsekriget, under vilket Sverige slog sig fritt från Kalmarunionen under Gustav Ericssons (Gustav Vasas) ledning. Operan tar särskilt upp Kristian Tyranns kröningsbankett i Stockholm 1520 efter vilken Stockholms blodbad skedde, Gustav Vasas Erövring av Stockholm 1523, samt valet av honom till kung och slutligen hans kröning.

### Webbkällor
- Erlander, Lillemor: Moi et Desprez: Om Louis Jean Desprez’ teaterdekorationer och Gustaf III:s nationella projekt